# جوش بيترز
جوش بيترز (بالإسبانية: Josh Peters)‏ هو لاعب اتحاد الرغبي إسباني، ولد في 10 ديسمبر 1995 في Sidcup ‏ في المملكة المتحدة.